# Herman Tuxen
Hans Lasenius Herman Tuxen, född den 4 januari 1856 i Köpenhamn, död där den 3 juli 1910, var en dansk officer och militärtekniker, son till Johan Cornelius Tuxen.
Tuxen blev 1877 sekondlöjtnant i artilleriet, 1880 premiärlöjtnant, 1888 kapten, 1904 överstelöjtnant och 1909 direktör i den samma år upprättade Hærens tekniske Korps. Åren 1886—90 vistades Tuxen som artilleriets kontrollofficer vid den svenska kanonfabriken i Finspång, och efter sin hemkomst tog han initiativ till upprättandet av en dansk kanonverkstad. Trots stora svårigheter lyckades han vinna krigsministeriet och artilleriet för sin djärva plan, och den 20 maj 1891 började kanonverkstaden sin verksamhet i den gamla fabrikslokalen på det gamla Tyghusets grund, som tidigare hade använts för tillverkning av gevär.
Tuxen fick således äran för återupptagandet av kanontillverkningen i Danmark samt för den första produktionen av bakladdare i landet. Som chef för verksamheten genom en lång följd av år blev han vidare den, som i kraft av sin utmärkta tekniska instinkt, sin sega energi och sitt stora intresse för saken övervann de betydande hinder uppgiften stod inför, särskilt under de första åren, så att Danmark, före de flesta andra mindre småstater, vid 1900-talets början på egen hand kunde framställa artillere av kaliber upp till 15 centimeter, ett förhållande, som fick stor betydelse för försvarsberedskapen under Första Världskriget. Tuxen var en duktig teknolog och som sådan under en följd av år lärare i teknologi och maskinlära i officersskolans äldsta klass.